# Apophallus bacalloti
Apophallus bacalloti är en plattmaskart. Apophallus bacalloti ingår i släktet Apophallus och familjen Heterophyidae. Inga underarter finns listade i Catalogue of Life.